# Olympique Gymnaste Club de Nice 1937-1938
Questa voce raccoglie le informazioni riguardanti l'Olympique Gymnaste Club de Nice nelle competizioni ufficiali della stagione 1937-1938.

## Maglie e sponsor
| Manica sinistra · Maglietta · Maglietta · Manica destra · Pantaloncini · Calzettoni |

## Rosa
| N. |                           | Ruolo | Calciatore         |
| -- | ------------------------- | ----- | ------------------ |
|    | Ungheria (bandiera)       | P     | Ernő Németh        |
|    | Spagna (bandiera)         | P     | Ricardo Zamora     |
|    | Francia (bandiera)        | D     | Robert Costamagna  |
|    | Francia (bandiera)        | D     | Michel Frusta      |
|    | Francia (bandiera)        | D     | Paul Guebhart      |
|    | Cecoslovacchia (bandiera) | D     | Karel Kudrna       |
|    | Argentina (bandiera)      | D     | Rodolfo Orlandini  |
|    | Francia (bandiera)        | D     | Ginès Rodriguez    |
|    | Francia (bandiera)        | D     | Joseph Roux        |
|    | Austria (bandiera)        | D     | Ernst Schulzendorf |
|    | Francia (bandiera)        | C     | Joseph Alcazar     |
|    | Francia (bandiera)        | C     | Vincent Gaillard   |

| N. |                      | Ruolo | Calciatore               |
| -- | -------------------- | ----- | ------------------------ |
|    | Francia (bandiera)   | C     | Mohamed Souilem Guenaoui |
|    | Francia (bandiera)   | C     | Jean Luciano             |
|    | Francia (bandiera)   | C     | Joseph Lozato            |
|    | Spagna (bandiera)    | C     | Josep Samitier           |
|    | Ungheria (bandiera)  | C     | Edouard Schubert         |
|    | Spagna (bandiera)    | C     | Luis Valle               |
|    | Argentina (bandiera) | A     | Mario Evaristo           |
|    | Francia (bandiera)   | A     | Armand Marino            |
|    | Francia (bandiera)   | A     | Marcel Miquel            |
|    | Francia (bandiera)   | A     | Roger Pellegrino         |
|    | Francia (bandiera)   | A     | Charles Scherer          |
|    | Spagna (bandiera)    | A     | Joaquin Valle            |